# Planck-részecske
A Planck-részecske egy hipotetikus szubatomi részecske, amelynek tulajdonságai a Planck-egységekből vezethetők le. 
Ez egy olyan kis fekete lyuk, amelynek a Compton-hullámhossza ugyanakkora, mint a Schwarzschild-sugara, és amelyek definíció szerint a Planck-hosszal egyeznek meg. Tömege így definíció szerint a Planck-tömeg.

## Lásd még
- Mikro fekete lyuk